# Bottiglia di Mariotte

Schema di una bottiglia di Mariotte

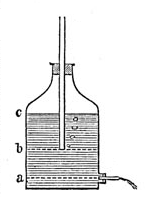
Bottiglia di Mariotte

La bottiglia di Mariotte è un dispositivo in grado di fornire una pressione costante da bottiglie chiuse o serbatoi. Prende il nome dal fisico francese Edme Mariotte (1620-1684).
Come mostrato nello schema, è costituita da un serbatoio con tappo con inserito un tubicino immerso nel liquido che permette l'ingresso dell'aria, e un sifone. La pressione a livello dell'uscita del tubicino è sempre la stessa cioè la pressione atmosferica. Una pressione maggiore non consentirebbe all'aria di entrare. Se l'ingresso del sifone è alla stessa profondità, il liquido in entrata sarà sottoposto a una pressione sempre pari alla pressione atmosferica e fornirà un flusso in uscita ad una pressione dipendente dalla differenza di altezza tra ingresso ed uscita del sifone, indipendentemente dal livello del liquido all'interno del serbatoio. In mancanza di sifone, è presente un foro laterale e la pressione del flusso in uscita dipende dalla differenza di altezza tra uscita del tubicino e centro del foro laterale. 
L'equazione di Bernoulli consente di determinare la velocità del liquido in uscita.
{\displaystyle P+\rho {v^{2} \over 2}+\rho gh=costante}
è l'equazione di Bernoulli
Nel nostro caso la pressione che agisce sul liquido all'interno del contenitore è la pressione atmosferica. La velocità del liquido all'interno si può considerare nulla. L'altezza, scegliendo come 0 di riferimento il punto in cui si trova il foro è uguale alla differenza di altezza tra l'uscita del tubicino e il punto dov'è applicato il foro.
Quindi:
{\displaystyle P+0+\rho gh=costante}
Anche la pressione che agisce sul fluido fuoriuscito dal contenitore è quella atmosferica, ma la velocità non è nulla, bensì è l'incognita che vogliamo conoscere, l'altezza invece è nulla. Quindi uguagliando le due formule troviamo che:
{\displaystyle P+0+\rho gh=P+\rho {v^{2} \over 2}+0=costante}
Eliminando le pressioni P e semplificando la densità ρ possiamo risolvere l'equazione rispetto a v. Il risultato trovato è l'enunciazione della legge di Torricelli che ci consente di calcolare la velocità del liquido in uscita.
{\displaystyle v={\sqrt {2gh}}}